# North American AJ Savage
North American AJ Savage (kasneje A-2 Savage) je bil palubni srednji bombnik, ki ga je razvil ameriški North American Aviation v 1940ih za Ameriško mornarico. Posebnost letala je izvedba pogona in sicer dva zvezdasta motorja Pratt & Whitney R-2800 in en turboreaktivni motor Allison J33. AJ Savage je bil eno izmed najtežjih palubnih letal tistega časa. Oborožen je bil lahko z do 5400 konvencionalnih bomb ali pa z jedrsko bombo.
Leta 1957 je Savaga nadomestil povsem reaktivni Douglas A-3 Skywarrior. 

## Specifikacije (AJ-1)
Podatki iz U.S. Navy Standard Aircraft Characteristics in American Attack Aircraft Since 1926
Splošne karakteristike
- Posadka: 3
- Dolžina: 63 ft 1 in (19,2 m)
- Razpon kril: 71 ft 5 in (21,8 m)
- Višina: 20 ft 5 in (6,2 m)
- Površina kril: 836 ft² (78 m²)
- Teža praznega letala: 27558 lb (12500 kg)
- Naložena teža: 47000 lb (21363 kg)
- Maks. vzletna teža: 50954 lb (23161 kg)
- Pogon letala:
  - 1 × Allison J33-A-10 turboreaktivni motor, 4600 lbf (20 kN)
  - 2 × Pratt & Whitney R-2800-44W radialna motorja, 2400 KM (1790 kW)   vsak

 Zmogljivost 
- Maks. hitrost: 471 mph (409 vozlov, 758 km/h)
- Doseg: 1731 milj (1505 nmi, 2787 km)
- Višina leta: 40800 ft (12440 m)
- Hitrost vzpenjanja: 2900 ft/min (14,7 m/s)
- Obremenitev kril: 63,2 lb/ft² (309 kg/m²)
- Razmerje moč/teža (prop): 0,091 KM/lb (150 W/kg)
- Razmerje potisk/teža (jet): 0,087

Oborožitev

- Bombe: Do 5400 bomb ali ena jedrska bomba